# Comuna Suhoverhivka, Burîn
Suhoverhivka (în ucraineană Суховерхівка) este o comună în raionul Burîn, regiunea Sumî, Ucraina, formată din satele Atamanske, Dmîtrivka, Nîjnea Saharivka și Suhoverhivka (reședința).

## Demografie
Componența lingvistică a comunei Suhoverhivka
     Ucraineană (98,4%)
     Rusă (1,36%)
     Alte limbi (0,12%)
Conform recensământului din 2001, majoritatea populației comunei Suhoverhivka era vorbitoare de ucraineană (98,4%), existând în minoritate și vorbitori de rusă (1,36%).